# Frangepán IV. István
Frangepán IV. István (horvátul: Stjepan IV. Frankopan, latinul: Stephanus de Frangepanibus, ? – 1577) a Frangepán családból származó horvát főnemes, vegliai és modrusi gróf.

## Családja
Frangepán Ferdinánd és Branković Mária fia. Frangepán Bernát vegliai és modrusi gróf, valamint Brankovics György szerb despota unokája. Testvére Katalin a szigetvári hős, Zrínyi Miklós első felesége volt. Frangepán István felesége Katalin, a hungersbachi Johann Josef Eck karniolai báró lánya volt. Gyermekei nem születtek.

## Élete
Szüleit korán elveszítette, apja 1527 körül, anyja 1540-ben halt meg. Nagyapja, az akkor már idős Bernát gróf attól tartva, hogy a kiskorú István vagyonát elorozzák, Ferdinánd király gyámságára hagyta. A király a legjövedelmezőbb javakat a németeknek adta, így Trsat a zenggi kapitányság igazgatása alá került, és a Frangepánok elveszítették. 1530-ban István hiába kérte Novi visszaadását, hogy megvédje a törökök ellen, csak 1534 táján sikerült megszereznie. István nevelői is ki akarták sajátítani ingatlanait és falvait. Közülük is kiemelkedett birtokainak egyik intézője, Juraj Gusić Turanjski, aki rendkívül rossz befolyást gyakorolt rá. A neves horvát történész Vjekoslav Klaić azt állítja, hogy ő volt a felelős azért, hogy 1541-ben István elpusztította Petrovinát, a zágrábi káptalan birtokát, amely ezért beperelte őt.
Zrínyi Miklós horvát bán érdekei miatt a perben István oldalára állt. 1541-ben feleségül vette húgát, Katalint, 1544-ben pedig Zrínyi és Frangepán olyan feltételekkel kötöttek szerződést a javaik közösségéről és a kölcsönös öröklésről, mintha birtokmegosztó testvérek lennének. Rokona, II. György szluini gróf hiába tiltakozott a szerződés ellen azzal érvelve, hogy az ellentétes a horvát és magyar joggal. Istvánnak 25 vára és uradalma volt, melyek közül a török támadásokra hivatkozva Zrínyi 17-et birtokolt. A szerződés nemcsak törvénytelen volt, hanem rendkívül káros is a Frangepánok számára. Zrínyi ugyanis azt mondta Ferdinánd királynak, hogy István nem ura cselekedeteinek. A birtokok ténylegesen Zrínyi igazgatása alatt voltak. Ezt felismerve Frangepán hamarosan a birtokközösség megszüntetését kérte, Zrínyi pedig ezt megtagadta, és csak néhány jószágot adott vissza.
István panaszára a király felkérte Zrínyit, hogy állapodjon meg vele. Erre 1550-ben Csáktornyán újra megállapodtak István és testvére, Katalin birtokmegosztásáról és kölcsönös örökléséről. Ez megint a bán érdekeit szolgálta, hiszen ezáltal a legfontosabb várat és uradalmakat (Ozaly, Dubovac, Grobnik, Bakar és Hreljin) kapta. István végül bepanaszolta Zrínyit a zágrábi káptalan előtt mondván, hogy őt rabságban tartva kényszerítette a birtokmegosztásra, ezért a szerződést érvénytelennek és semmisnek tekinti. A birtok egy részét úgy próbálta megmenteni, hogy feleségül vette Katalint, hungersbachi Johann Josef Eck karniolai báró lányát és 3000 rajnai forintos hozományáért 1553-ban elzálogosította neki Ribniket. István nővére, Katalin tiltakozott, de Erdődy Péter bán 1558-ban engedélyezte Frangepán feleségének birtokbalépését. Zrínyi ismét ellenkezett.
István céljai érdekében az erőszaktól sem riadt vissza. Kétszer ítélték halálra és vagyonvesztésre erőszakért. 1558-ban Erdődy Péter bán ítélte halálra a Kerecsényi és Vragović család elleni erőszakért (a vita kárpótlással végződött), 1575-ben pedig Draskovich György bán ítélte el Barilovics várának kifosztása és a Barilović család elleni erőszak miatt. 1564. február 2-án, a Gyertyaszentelő Istenanya ünnepén Frangepan és szolgái, Ivan Lipšinović, Petar Radišić és Pavel Kovačić fegyveres csapattal megtámadták és elfoglalták Barilović várát, és birtokainak nagy részét. A várból mindent elvittek Barilović anyját, Orsolyát és nővérét, Annát börtönbe vetették, a vár kasztellánját Blaž Gjuričićot pedig megölték. A vár előtt két házat leromboltak, és István gróf emberét, Pavle Kovačićot helyezték a várba kasztellánnak, aki Frangepán akaratát teljesítette.
A Zrínyiek ügyesen léptek közbe, pénzt kölcsönöztek neki, hogy megválthassa magát, így csaknem minden ingatlanát megszerezték, még a Szluin és Ledenice jogát is, amelyet pedig Szluini Anna, Császár Miklós özvegye birtokolt. István ekkor megadta magát. 1562-ben Nádasdy Tamás nádor előtt megerősítette a korábbi birtokmegosztást, lemondott a birtok egy részéről, és beleegyezett, hogy a többit a Zrínyiekkel közösen igazgassa. Csupán az akkor már kevésbé értékes Ribniket, Skradot és Novigradot tartotta meg.
Engedélyezte az uszkók menekültek letelepedését, sőt felelősségteljes feladatokkal is megbízta őket (például a Cazintól és Ostrošactól keletre fekvő Bila Stinából származó Martin Magdalenić 1550-ben Ribnik kasztellánja volt). Gondoskodott a glagolita ábécéről, még 1572-es végrendeletében is egy glagolita papot Lukša Fabčićot ajánlotta a Zrínyieknek. 1577-ben hunyt el, és az Ozaly feletti Smolčeva Vrh-en (Svetice) temették el a Boldogságos Szűz Mária templomban, amely később a sveticei pálos kolostor temploma volt.